# Charles-Louis Victor de La Rouvraye
Charles-Louis Victor de La Rouvraye (La Vespière, 19 décembre 1783-Saint-Renan, 25 mai 1850), est un officier de marine français.

## Biographie
Il entre dans la Marine comme novice faisant fonction d'aspirant en juin 1799. Aspirant de 2e classe (décembre 1800), il sert en 1801-1802 sur la corvette Cigogne puis passe sur la frégate Furieuse à Saint-Domingue et sur la frégate Libre. 
Enseigne de vaisseau (octobre 1803), il est envoyé à la flottille de Boulogne comme commandant d'une section de canonniers avec laquelle il participe à des combats de septembre 1803 à mars 1804. Commandant de la canonnière 248, il livre en 1804 un combat à deux bricks anglais. 
En février 1805, il embarque sur la frégate Canonnière sous les ordres de Bourayne et sert dans l'océan Indien. Fait prisonnier à False Bay en Afrique du Sud le 30 avril 1806, il est ramené en Angleterre. En juin 1811, il est libéré pour avoir sauvé l'équipage d'un navire britannique. 
Promu lieutenant de vaisseau (juillet 1811), il commande un brick à Boulogne puis sert à Cherbourg sur l' Iphigénie (1813) avant de commander un brick en 1814 à Brest. Second de l' Expéditive, il fait campagne aux Antilles en 1815-1816 puis en 1819-1820 sur la Cléopâtre et la Duchesse-de-Berry. 
Capitaine de frégate (mai 1825), il navigue en 1827 sur la frégate Marie-Thérèse en Méditerranée et participe de 1828 à 1830 à l'expédition d'Alger sur le brick Cuirassier. Il prend sa retraite en janvier 1837. 
La Rouvraye est connu pour un Traité sur l'art des combats en mer, publié en 1815, ouvrage de référence sur l'histoire de la pensée navale française à la fin des guerres de la Révolution et de l'Empire.